# Парадокс коробок Бертрана
Парадокс коробок Бертрана (задача карточек Бертрана) — парадокс теории вероятности, впервые описанный Жозефом Бертраном в его работе «Вычисление вероятностей» в 1889 году.
Есть три коробки:
- первая содержит две золотых монеты.
- вторая содержит две серебряные монеты.
- третья содержит одну золотую и одну серебряную монету.

Парадокс заключается в следующем: после выбора случайной коробки и случайной монеты из нее, выбранная монета оказалась золотой. Какова вероятность того, что вторая монета в выбранной коробке также золотая?
Может показаться, что такая вероятность равна 1/2, но правильный ответ — 2/3. Дело в том, что если выбрана золотая монета, то вероятность того, что она в коробке номер 1 — 2/3, так как в ней 2 золотых монеты, а всего золотых — три.
Эту задачу используют в качестве примера для обучения теории вероятности. Также она иллюстрирует такие базовые принципы, как, например, аксиомы Колмогорова.